# نوري المالكي
نوري كامل محمد حسن أبو المحاسن المالكي (ولد في 20 حزيران 1950) رئيس مجلس الوُزراء العراقي الأسبق من 2006 إلى 2014. ونائب رئيس الجُمهوريَّة السابق من 9 أيلول (سبتمبر) 2014 حتى 11 آب (أغسطس) 2015، وهو الأمين العام لحزب الدعوة الإسلاميَّة.
أدّى المالكي والحكومة الانتقالية العراقية اليمين الدستورية 20 أيار/مايو 2006 ولقد تولى منصب رئيس الوزراء خلال ولايتين وفي ولاية ثانية وتولى وزارة الداخلية بالوكالة ووزارة الدفاع أيضًا والأمن الوطني.
بدأ المالكي حياته السياسية بصفته معارضاً عراقياً شيعياً في زمن الرئيس العراقي السابق صدام حسين في أواخر السبعينيات، فر من حكم الإعدام إلى سوريا وفي سنة 1982 انتقل إلى إيران ثم عاد إلى سوريا بسبب خلافات، منذ وخلال فترة عملة في الخارج، أصبح أحد كبار قادة حزب الدعوة الإسلامية، قام بتنسيق أنشطة مناهضة لـ صدام حسين وأقام علاقات مع مسؤوليين إيرانيين الذين سعوا في الإطاحة بصدام حسين وتعاون المالكي مع الولايات المتحدة وقوات التحالف في العراق بعد مغادرتهم بحلول نهاية عام 2011، وفي أعقاب سلسلة من الهزائم العسكرية على يد تنظيم الدولة الإسلامية والعشائر المحلية في شمال العراق، قال مسؤولون أمريكيون إن المالكي يجب أن يتخلى عن رئاسة الحكومة، بعد شهرين، في 14 آب 2014، أعلن استقالته من منصب رئيس الوزراء. خلال فترة حكمه التي استمرت ثماني سنوات من عام 2006 إلى عام 2014، انتشرت مزاعم الفساد على نطاق واسع، حيث زُعم اختفاء مئات المليارات من الدولارات من خزائن الحكومة. في أيلول 2014، انتُخب المالكي كواحد من ثلاثة نواب للرئيس العراقي، وهو المنصب الذي شغله على الرغم من محاولات إلغاء المنصب.

## حياته

### الدراسة والحزب

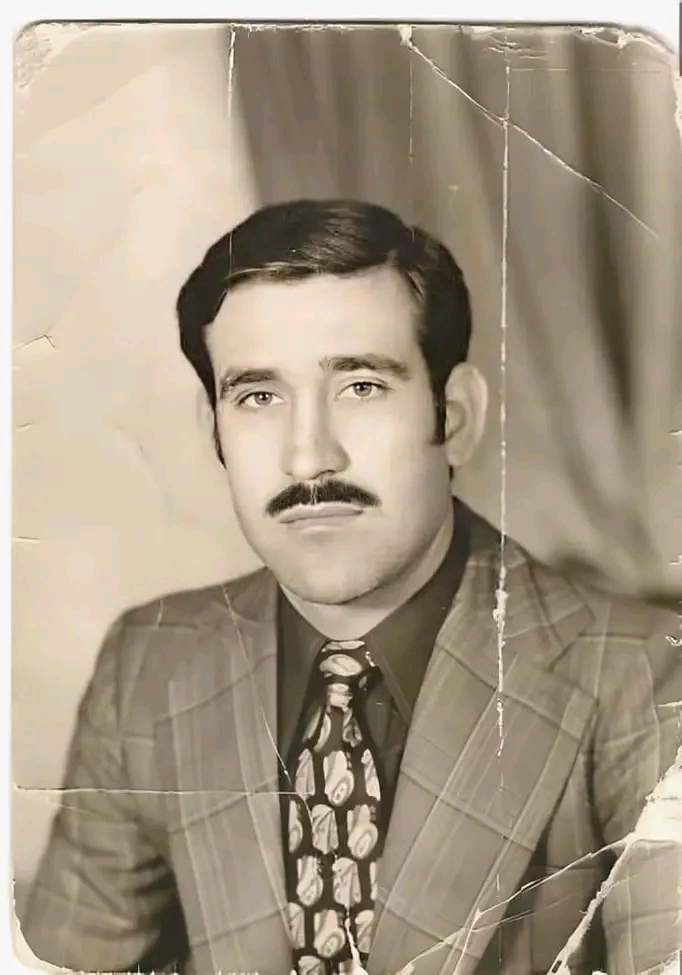
نوري المالكي في شبابه.

حاصل على شهادة البكالوريوس من كلية أصول الدين في بغداد، وشهادة الماجستير في اللغة العربية من جامعة صلاح الدين في أربيل. وجده هو محمد حسن أبو المحاسن أحد قادة ثورة العشرين.
وفي عام 1980م، أصدر صدام حسين قراراً حظر بموجبهِ نشاط حزب الدعوة فأصبح أعضاؤه مهددين بالإعدام، مما حدا بالمالكي والعديد من أعضاء حزب الدعوة إلى الفرار خارج البلاد. ولجأ إلى سوريا التي بقي بها حتى عام 1982 ثم انتقل إلى إيران، إلا إنه عاد إلى سوريا بعد ذلك انقسم حزب الدعوة إلى جناحين أحدهما مؤيد لإيران والآخر رفض الانضمام إلى الجيش الإيراني ومقاتلة الجيش العراقي خلال الحرب العراقية الإيرانية، وبقي في سوريا حتى الغزو الأمريكي للعراق.

### في حزب الدعوة
انضم إلى حزب الدعوة الإسلامية في عام 1970، وأصبح عضواً في قيادة الحزب ومسؤولاً عن تنظيمات الداخل طيلة فترة تواجده في المنفى، وتولى مسؤولية الإشراف على «صحيفة الموقف» المعارضة والتي كانت تصدر من دمشق، صدر له كتاب بعنوان «محمد حسن أبو المحاسن حياته وشعره»، وكتب العديد من المقالات في المجالين السياسي والفكري. وكان رئيساً للهيئة المشرفة على مؤتمر المعارضة العراقية في بيروت عام 1990م، كما كان عضواً فاعلاً في جميع مؤتمرات المعارضة العراقية التي عقدت في شمال العراق وفي خارجه.

### العودة إلى العراق
بعد سقوط نظام صدام حسين في 9 نيسان أبريل من عام 2003م  عاد إلى العراق بعد هجرة دامت 25 عام. واختير كعضو مناوب في مجلس الحكم العراقي الذي أسس من قبل سلطة الائتلاف المؤقتة برئاسة بول بريمر، كما شغل منصب نائب رئيس المجلس الوطني المؤقت، وأسهم في تأسيس كتلة الائتلاف العراقي الموحد وكان الناطق الرسمي باسمها، وهي التي رشحته لتولي مسؤولية رئاسة لجنة الأمن والدفاع في الجمعية الوطنية. وشارك في لجنة صياغة الدستور العراقي الذي كان عضواً فيها.

## رئاسة الوزراء
انتخب لتشكيل أول حكومة عراقية دائمة منتخبة في شهر أيار مايو من عام 2006م  وذلك بعد أن تخلى رئيس حزب الدعوة الإسلامية ورئيس الحكومة إبراهيم الجعفري عن ترشيحه للمنصب بعد معارضة شديدة من الكتل السنية والكردية له. وكان الوضع الأمني في بداية ولايته سيئا، حيث بدأت عمليات الخطف والتهجير والقتل الطائفي. فأطلق في عام 2007م خطة لفرض القانون، وكان من بين أعمال هذه الخطة عملية صولة الفرسان على ميليشيا جيش المهدي في البصرة والناصرية وبغداد وبعض المحافظات التي كانت شبه خاضعة لسيطرة الجماعات المسلحة، وعمليات أم الربيعين في الموصل وذلك لتفكيك تنظيم القاعدة، بالإضافة إلى عدة عمليات عسكرية في المناطق الساخنة. كما إنه وقع على إعدام الرئيس الأسبق صدام حسين الصادرة من محكمة عراقية، وقام بتنفيذ الحكم بسرعة.
وعلى الصعيد الدولي، وجه من خلال خطابات وزيارات عدة رسائل سلام وتعاون إلى دول العالم ومنها دول الجوار التي تحولت حدودها مع العراق إلى نقاط توتر. ونال خلال زياراته لدول العالم دعماً لمبادرة المصالحة الوطنية، ولرغبة العراق الجديد في طي صفحة الماضي وتأسيس علاقات قائمة على الاحترام المتبادل وعدم التدخل بالشؤون الداخلية. كما تم في نهاية عام 2008م توقيع اتفاقية مع الولايات المتحدة وذلك لتنظيم عملية انسحاب القوات الأمريكية منه.

## ما بعد انتخابات 2010

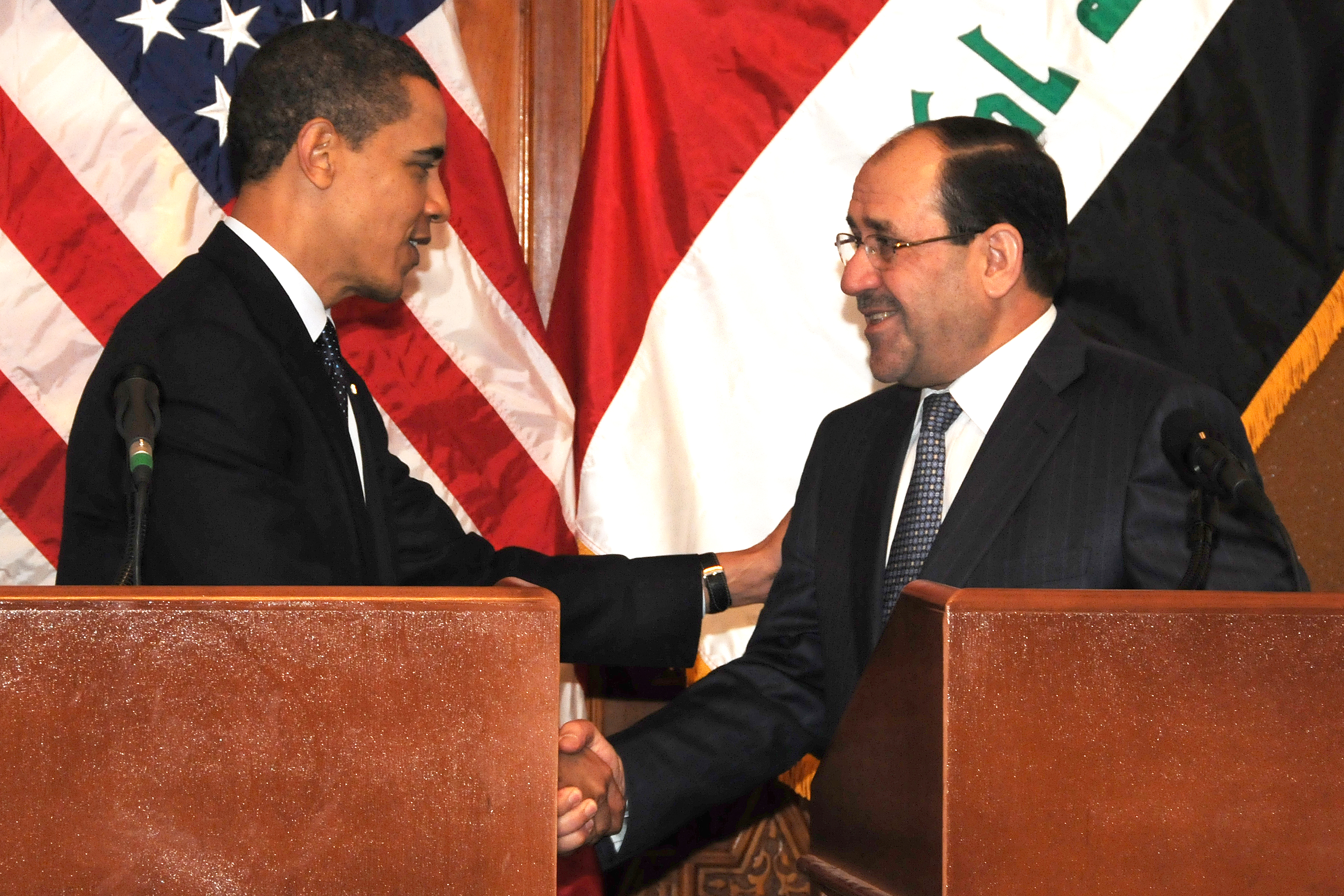
رئيس الوزراء العراقي نوري المالكي يصافح الرئيس الأمريكي باراك أوباما في بغداد

في أنتخابات 2010 حصل نوري المالكي شخصياً على 720 الف صوت في بغداد فقط تأخر ائتلاف دولة القانون الذي يتزعمه عن القائمة العراقية بمقعدين، حيث حصلت قائمته على 89 مقعد في مجلس النواب، بينما حصلت العراقية على 91 مقعد. وبعد 8 أشهر من إجراء الانتخابات استطاع الفوز بمنصب رئيس الوزراء لفترة رئاسية جديدة وذلك بعد حل المشاكل العالقة ومنها تأسيس المجلس الوطني للسياسات الاستراتيجية على أن توكل رئاسته لرئيس القائمة العراقية إياد علاوي. وكلف رسمياً بتشكيل الحكومة في 25 تشرين الثاني نوفمبر 2010 وذلك قبل يوم من انتهاء المهلة الدستورية الممنوحة لرئيس الجمهورية جلال طالباني لتكليف من يتولى رئاسة الوزراء، واعتبر هذا التأخير بالتكليف الرسمي بهدف منحه أكبر وقت ممكن للتفاوض حول تشكيلة الحكومة وتوزيع المناصب الوزارية خلال مدة ثلاثين يوماً، بدأ في صراع مع مسعود برزاني في 2012 وتسمى الصراع بالصراع الكردي العربي.
أعلنت منظمة الشفافية العالمية أن العراق في العام 2012 يحتل المرتبة الثالثة في الفساد بين دول العالم، بعد الصومال والسودان.وأظهر تقرير للمنظمة تصدر الصومال قائمة الدول الأكثر فساداً، حيث جاء في ذيل القائمة في المركز 174 بحصوله على 8 درجات فقط، أي أنه أكثر دول العالم فسادا، ثم تلاه السودان الذي احتل المركز 173 بـ8 درجات، وتبعهما العراق الذي تمركز في الموقع 169، وحصل على 18 درجة.
المالكي عرف بين محبيه بلقب «مختار العصر» وروج إعلاميا لهذا اللقب لربط الرجل بالقائد الشيعي التاريخي المختار الثقفي، وعرف بين مناوئيه بعده ألقاب للحط من قيمته ووضعه السياسي وأشهرها «نوري تنكه» والتي تبناها أتباع رجل الدين الشيعي الشاب مقتدى الصدر وتم الترويج لها إعلاميا من قبل كارهي المالكي عبر مواقع التوصل الاجتماعي.

## السعي إلى الولاية الثالثة ونهاية ولايته
في شهر آب أغسطس 2014م، حاول نوري المالكي الفوز بولاية ثالثة، ورغم فوز التحالف الوطني بأكثر عدد من الأصوات في الانتخابات البرلمانية، الا أن مساعي المالكي للحصول على ولاية ثالثة جوبهت بالرفض العام على كل المستويات بما فيه الرفض من داخل كتلة التحالف الوطني. وفي خضم ذلك قرر التحالف الوطني ترشيح حيدر العبادي نائب المالكي في حزب الدعوة ليكون رئيس الوزراء، وهو الترشيح الذي وافقت عليه أغلب الكتل السياسية. فسارع الرئيس معصوم لتكليف العبادي رسميا لتشكيل الحكومة. ولكن المالكي رفض الإقرار بالهزيمة الداخلية. وأعلن أن رئيس الجمهورية خرق الدستور وإنه سيرفع دعوى قضائية ضد الرئيس. ولكن لاحقا تراجع المالكي وأعلن في خطاب تلفازي في 14 أغسطس 2014م، وتم بثه في الحادية عشرة مساء بتوقيت بغداد. عن تنازله عن الدعوى التي أقامها على رئيس الجمهورية، وأعلن عن دعمه لرئيس الوزراء المكلف حيدر العبادي.
في 9 أغسطس 2015 أعلن حيدر العبادي عن مجموعة قرارات وإصلاحات أبرزها إلغاء مناصب نواب رئيس الجمهورية (نوري المالكي وأسامة النجيفي وإياد علاوي) ونواب رئيس مجلس الوزراء (بهاء الأعرجي وصالح المطلك وروز نوري شاويس) في استجابة للاحتجاجات الشعبية الأخيرة، وأقر مجلس الوزراء العراقي القرارات التي أصدرها.

## العلاقة مع السعودية
وصف الملك السعودي عبد الله بن عبد العزيز آل سعود في برقية دبلوماسية مسربة في آذار مارس 2009:

قال الملك إنه «ليس لديه أي ثقة على الإطلاق في (رئيس الوزراء العراقي) المالكي، وأن السفير (فريكر) يدرك جيدا وجهات نظري». أكد الملك أنه رفض توسلات الرئيس السابق جورج بوش في لقائه مع المالكي. وقال الملك إنه التقى المالكي في وقت مبكر من فترة ولاية المالكي، وكان العراقي قد أعطاه قائمة مكتوبة بالالتزامات من أجل المصالحة في العراق، لكنه فشل في متابعة أي منها. لهذا السبب، قال الملك، أن المالكي كان لديه مصداقية صغيرة. «أنا لا أثق بهذا الرجل»، وذكر الملك «إنه عميل إيراني». قال الملك إنه أبلغ بوش ونائب الرئيس السابق تشيني «كيف يمكنني مقابلة شخص لا أثق به؟» وقال الملك «لقد فتح المالكي الباب أمام النفوذ الإيراني في العراق» منذ توليه السلطة، وكان «غير متفائل على الإطلاق» للمالكي، أو كنت سألتقي به.

## العلاقة مع الولايات المتحدة
في أواخر 2014، اتهم نائب رئيس الجمهورية نوري المالكي أمريكا باستغلال داعش ذريعة للحفاظ على وجودها العسكري في العراق وذكر أن «الأمريكيين بدأوا هذه الفتنة في سوريا ثم وسعوا أبعادها إلى داخل العراق ويبدو أنهم ينوون توسيع هذه المشكلة إلى دول أخرى في خططهم المستقبلية».

## رأيه في الصحابة
في يوم 13 أيلول سنة 2022 قال نوري «اسجل براءتي من كل موقع باسمي، يتعرض بالسب والقذف والاساءة الى صحابة النبي (ص) وأزواجه أمهات المؤمنين، لا تكونوا سبّابين».
في 8 تموز 2023 قال نوري «ما كان أسوأ من الأمة التي كانت مع الإمام علي حتى أن مجرد رفع المصاحف من هذا الخبيث عمرو بن العاص وهو قال لمعاوية لا تخف.. وأخذ (عمرو بن العاص) القرآن وحطه على رمح وصاحوا إنزل على حكم القرآن»،[بحاجة لمصدر] وعلّقت هيئة علماء المسلمين في العراق ببيان صحفي وصفت فيه تصريحات المالكي بـ «الطائفية الطافحة بالأكاذيب»، واتهمته بالكذب لـ«تأجيج مشاعر الناس وتحريضهم طائفيًا».

## التسريبات الصوتية
في منتصف عام 2022، نشر الناشط العراقي المقيم في الولايات المتحدة علي فاضل سلسلة من التسريبات الصوتية المنسوبة إلى نوري المالكي، أثارت ضجة كبيرة في الأوساط السياسية العراقية. جاءت هذه التسريبات في وقت حساس، وسط تعثر تشكيل الحكومة لأكثر من تسعة أشهر بعد الانتخابات التشريعية التي أُجريت في 10 تشرين الأول/أكتوبر 2021، واستقالة نواب التيار الصدري من البرلمان.
كشفت التسريبات عن مواقف شديدة اللهجة تجاه عدد من الأطراف السياسية والمسلحة، بما في ذلك انتقادات لقوات الحشد الشعبي، وألمحت إلى رغبة في إعادة الحكم المركزي بقبضة قوية. وقد وصف مراقبون هذه التسريبات بأنها "قاصمة" لطموحات المالكي السياسية، خاصة مع اتساع الخلافات داخل "الإطار التنسيقي" الشيعي.
تضمنت تصريحات اعتُبرت مسيئة للمكون السني في العراق، حيث وصف "غالبية السنة" بـ"الحاقدين"، مستثنيًا "قلة قليلة" منهم. كما اتهمهم بـ"الحقد على الشيعة" بعد 2003، وبشكل خاص عليه شخصيًا، قائلاً إنه "دوّخ الجميع ودوّخ أمريكا"، بحسب التسجيل المنسوب إليه.
في المقابل، نفى المالكي صحة التسجيلات، واعتبرها مفبركة ومزورة باستخدام تقنيات حديثة، بينما دعا زعيم التيار الصدري مقتدى الصدر المالكي إلى الاعتزال السياسي وتسليم نفسه للقضاء. وقد ساهمت هذه التسريبات في تعميق الأزمة السياسية في العراق، ودفعت بعض المحللين إلى توقع سيناريوهات أكثر تعقيدًا، قد تشمل تأجيل تشكيل الحكومة أو الذهاب إلى انتخابات مبكرة.

## روابط خارجية
- نوري المالكي على موقع IMDb (الإنجليزية)
- نوري المالكي على موقع الموسوعة البريطانية (الإنجليزية)
- نوري المالكي على موقع مونزينجر (الألمانية)
- نوري المالكي على موقع إن إن دي بي (الإنجليزية)
- نوري المالكي على موقع كينوبويسك (الروسية)